# Kalirejo (Karanggayam)
Kalirejo is een bestuurslaag in het regentschap Kebumen van de provincie Midden-Java, Indonesië. Kalirejo telt 2509 inwoners (volkstelling 2010).